# Beogradska
Beogradska (en serbe cyrillique : Београдска) est une rue de Belgrade, la capitale de la Serbie, située dans la municipalité urbaine de Vračar.

## Parcours
La rue Beogradska prend naissance place de Slavija, l'un des nœuds de communication les plus importants de la capitale serbe. Elle s'oriente en direction du nord-est et croise les rues Njegoševa et Krunska, avant de traverser le Bulevar kralja Aleksandra (le « Boulevard du roi Alexandre ») et le parc de Tašmajdan. Elle aboutit à la rue Ilije Garašanina, dans la municipalité de Palilula.

## Caractéristiques
Un supermarché Mini Maxi est situé au n° 39 de la rue. Le centre ophtalmologique Očna kuća Vizija, créé en 1994, se trouve au n° 53.
Plusieurs installations du Centre de sports et de loisirs de Tašmajdan sont situées à la hauteur du n° 71. L'Hôtel Taš est également situé au n° 71.

## Transports
La rue Beogradska est desservie par la compagnie GSP Beograd, notamment par les lignes d'autobus 33 (Pančevački most – Kumodraž) et 48 (Pančevački most– Miljakovac II), ainsi que par la ligne de minubus E7 (Pančevački most - Petlovo brdo). Les lignes de tramway 2 (Pristanište – Vukov spomenik – Pristanište), 10 (Kalemegdan – Banjica), 12 (Omladinski stadion - Banovo brdo) et 14 (Ustanička - Banjica) passent également dans la rue.